# Francesco Niccolini
Francesco Niccolini (Firenze, 2 febbraio 1639 – Parigi, 4 febbraio 1692) è stato un arcivescovo cattolico e diplomatico italiano, nunzio apostolico in Portogallo dal 1685 al 1690 e in Francia dal 1690 al 1692.

## Biografia
Di antica e nobile famiglia, nato a Firenze, era figlio di Matteo, senatore fiorentino, e Lucrezia di Francesco Arrighi. Era nipote dell'arcivescovo della città Pietro Niccolini. Laureatosi in utroque iure a Pisa, fece una rapida carriera nell'amministrazione dello Stato Pontificio ricoprendo i ruoli di governatore di Fabriano nel 1667, di Camerino dal maggio 1668, di Ascoli dall'aprile 1669 e vice-legato di Avignone dal 1677 al 1685.
Destinato alla Nunziatura in Portogallo, fu nominato arcivescovo titolare di Rodi il 10 settembre 1685 e consacrato nella chiesa del Collegio dei Gesuiti di Avignone il 16 dicembre 1685 da Mons Jean-Baptiste Adhémar de Monteil de Grignan, coadiutore dell'Arcivescovo di Arles.
Francesco Niccolini rimase come nunzio in Portogallo fino al 1690, quando venne nominato nunzio in Francia. Raggiunta Parigi, ebbe il primo incontro col Re Sole il 28 novembre di tale anno.
Morì a Parigi il 4 febbraio 1692 e fu sepolto nella chiesa dei Cappuccini in rue Saint-Honoré.

## Genealogia episcopale
La genealogia episcopale è:
- Vescovo Gerolamo Ragazzoni
- Cardinale François de La Rochefoucauld
- Arcivescovo Jean Jaubert de Barrault
- Arcivescovo François Adhémar de Monteil de Grignan
- Vescovo Jacques Adhémar de Monteil de Grignan
- Arcivescovo Jean-Baptiste Adhémar de Monteil de Grignan
- Arcivescovo Francesco Niccolini